# Umberto Malvano
Umberto Malvano (Moncalieri, Provincia de Turín, Italia, 17 de julio de 1884 - Milán, Provincia de Milán, Italia, 15 de septiembre de 1971) fue un futbolista italiano. Se desempeñaba en la posición de delantero. Fue uno de los fundadores de la Juventus de Turín.

## Clubes
| Club           | País   | Año         |
| -------------- | ------ | ----------- |
| Juventus F. C. | Italia | 1900 - 1904 |
| A. C. Milan    | Italia | 1905 - 1906 |

## Palmarés

### Campeonatos nacionales
| Título  | Club        | País   | Año  |
| ------- | ----------- | ------ | ---- |
| Serie A | A. C. Milan | Italia | 1906 |